# 金周仁
金 周仁（キム・ジュイン、朝鮮語: 김주인、1916年2月25日 - 2001年3月25日）は、大韓民国の政治家、実業家。第6・7・9・10韓国国会議員。第7・8代大韓民国憲政会会長。

## 経歴
慶尚南道巨済島の巨済面明珍里またはソウル生まれ。中央大学法学部卒業。朝鮮金融組合連合会理事、韓国輸出産業公団社長、農業銀行常任取締役、韓国経済人協会常勤副委員長、事務局長などを務めた。時期は不明だが民主共和党に入党し、同党慶南第4地区党委員長・政策委副議長・政策研究室長・慶南道党党務協議会委員長などを務めた。1963年の第6代総選挙に同党の公認で立候補して初当選し、国会では農林委員長、予決委員長、維新政友会副議長、韓日協力委員会事務総長などを務めた。1991年から1994年まで第7・8代大韓民国憲政会会長を務めた。2001年に持病により87歳で死去した。

## エピソード
後に韓国大統領となった文在寅および韓国カトリック教会の聖職者の鄭明祚とは同じ村（南井村）の出身者である。